# Atrasentan
Atrasentan ist ein Arzneistoff, der zu den Endothelinrezeptorantagonisten (ERA) zählt und ein spezifischer Antagonist des Endothelin-A-Rezeptors (ETA) ist. 
Er wurde im April 2025 in den USA unter dem Präparatenamen Vanrafia (Novartis) zugelassen, um die Proteinurie bei Erwachsenen mit primärer Immunglobulin-A-Nephropathie (IgA-Nephropathie, IgAN), bei der das Risiko eines schnellen Fortschreitens der Erkrankung besteht (Protein-Kreatinin-Quotient im Urin, urine protein-to-creatinine ratio (UPCR) ≥ 1,5 g/g), zu reduzieren. IgAN ist eine langfristige, fortschreitend verlaufende und lebensbedrohliche Erkrankung der Nieren. Atrasentan ist oral wirksam.
Für die Behandlung der selten auftretenden primären IgA-Nephropathie hat Atrasentan in der EU seit 2021 den Status als Orphan-Arzneimittel.
Der Wirkstoff zeigte in der klinischen Prüfung zur Behandlung des kastrationsresistenten Prostatakarzinoms keine Wirkung. Eine weitere Studie befasst sich mit der Wirksamkeit von Atrasentan bei Albuminurie bei diabetischer Nephropathie.